# Bulbostylis tenuifolia
Bulbostylis tenuifolia är en halvgräsart som först beskrevs av Edward Rudge, och fick sitt nu gällande namn av James Francis Macbride. Bulbostylis tenuifolia ingår i släktet Bulbostylis och familjen halvgräs. Inga underarter finns listade i Catalogue of Life.